# Tuberositas radii

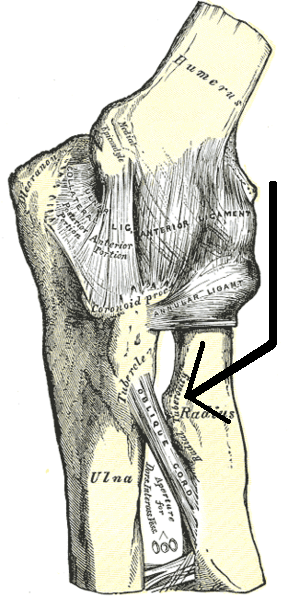
A könyököt alkotó felkarcsont, orsócsont és singcsont (a nyíl mutatja dudort)

A tuberositas radii az orsócsont (radius) nyakának belső oldalán lévő kiemelkedés. 
Felszínének két része van:
- A felső durva rész: a kétfejű karizom (musculus biceps brachii) inának biztosít tapadási helyet.
- az alsó sima felszín: itt a csont és az ín között bursa van.

## Külső hivatkozások
- Kép Archiválva 2011. május 19-i dátummal a Wayback Machine-ben